# Тимирово (Бурзянский район)
Тимирово (баш. Тимер) — деревня в Бурзянском районе Республики Башкортостан Российской Федерации. Центр Тимировского сельсовета.

## География

### Географическое положение
Находится на берегу реки Белой.
Расстояние до:
- районного центра (Старосубхангулово): 25 км,
- ближайшей железнодорожной станции (Белорецк): 136 км.

## Население
| 2002 | 2009 | 2010 | 2012 | 2013 | 2014 | 2015 |
| ---- | ---- | ---- | ---- | ---- | ---- | ---- |
| 469  | ↗528 | ↘462 | ↘447 | ↗454 | ↗462 | ↘455 |
| 2016 | 2017 |      |      |      |      |      |
| ↘452 | ↗455 |      |      |      |      |      |

Согласно переписи 2002 года, преобладающая национальность — башкиры (100 %).

## Религия
В деревне есть мечеть.